# 奧地利廣播集團
奧地利廣播集團（德語：Österreichischer Rundfunk）為奧地利國家公共廣播集團，資金來源為電視授權與有限的廣告。

## 沿革
奧地利為次於阿爾巴尼亞，最後一個授權「私人國家廣播公司」的國家。

## 播送頻道

### 電視
- ORF 1 HD：播出體育節目、電視劇、電影的頻道
- ORF2：24小時文化和新聞頻道
- ORF 2 HD
- ORF III
- ORF Sport +